# محمود سلیمان
محمود سلیمان (انگلیسی: Mahmoud Soliman؛ زادهٔ ۲۷ اوت ۱۹۷۲) بازیکن هندبال اهل مصر بود.